# Джессел, Рэймонд
Рэ́ймонд Дже́ссел (англ. Raymond Jessel 16 октября 1929, Кардифф, Уэльс, Великобритания — 17 июля 2015, Лос-Анджелес, США) — канадский и американский композитор кабаре валлийского происхождения, автор и исполнитель песен. Стал известен после выступления на шоу America's Got Talent в 2014 году в возрасте 84 лет с песней собственного сочинения, высмеивающей транссексуала.

## Биография

### Ранние годы
Рэймонд Джессел родился 16 октября 1929 года в Кардиффе, в семье торговца одеждой. Магазин Джесселов располагался в районе Сплотт, на углу Карлайл-стрит и Мерион-стрит. Рэймонд окончил Уэльский университет по специальности «музыка». По словам самого Рея, во время учёбы он вёл себя, как клоун и единственное, к чему он относился серьёзно, была музыка. По окончании университета, в 1954 году, Рэй отправился учиться в Париж, где брал уроки написания музыки на протяжении года.

### Карьера
В 1955 году Рэй вместе с семьёй эмигрировал в Торонто, где начал карьеру оркестратора в CBC. Там он подружился с Марианом Грудеффом, с которым в дальнейшем стал совместно заниматься творчеством. Дуэт привлёк внимание театрального продюсера Александра Коэна, который нанял их для написания песни «A Married Man» для мюзикла «Бейкер-стрит», вышедшего в 1965 году.
В 1970-х Джессел переехал в Голливуд, где занялся сочинением музыки для фильмов и мюзиклов. Также, его авторству принадлежит музыка некоторых комедийных скетчей в Шоу Дина Мартина, Шоу Кэрол Бёрнетт и для выступлений Джона Денвера.

### Выступления
В 2002 году, в возрасте 72 лет, Рэй стал самостоятельно выступать со своими песнями в кабаре.
В 2014 году, в возрасте 84 лет, Джессел выступил на шоу «America’s Got Talent» c песней What’s She’s Got. Текст песни повествовал о любви к девушке, но каждый куплет заканчивался объяснением, что же всё-таки не так — «У неё был пенис» (англ. She's got a penis). Песня вызвала бурный смех и овации в зале, а жюри в составе Мелани Браун, Хайди Клум, Хоуи Мендела и Говарда Стерна единогласно проголосовали за Рея. В первый же день видео его выступления на YouTube набрало более 100 тысяч просмотров.
Выступление Джессела на шоу вызвало резко негативную реакцию ЛГБТ-сообщества. Он был обвинён в высмеивании транссексуалов. Была создана петиция к руководству канала NBC с требованием принести извинения, которая набрала 500 подписей. После этого выступление было удалено с сайта шоу, а Джессел более не выступал в нём, несмотря на то, что он прошёл в следующий тур.
После выступления на телевидении на волне полученной известности Рэймонд Джессел провёл несколько выступлений по городам США, а также принял участие в фестивале кабаре в Аделаиде.

### Смерть
Рэй Джессел скончался 17 июля 2015 года в Студио-Сити (район Лос-Анджелеса) «от естественных причин». Прощание состоялось 21 июля.

## Семья
Супруга Рэя,  Синтия, была младше мужа на 23 года.

## Оценки творчества
В 1976 году Джессел был номинирован на «Эмми» в категории «за лучшую музыку к комедийному варьете».